# Kantaphod
Kantaphod là một thị xã và là một nagar panchayat của quận Dewas thuộc bang Madhya Pradesh, Ấn Độ.

## Nhân khẩu
Theo điều tra dân số năm 2001 của Ấn Độ, Kantaphod có dân số 9240 người. Phái nam chiếm 52% tổng số dân và phái nữ chiếm 48%. Kantaphod có tỷ lệ 52% biết đọc biết viết, thấp hơn tỷ lệ trung bình toàn quốc là 59,5%: tỷ lệ cho phái nam là 63%, và tỷ lệ cho phái nữ là 41%. Tại Kantaphod, 18% dân số nhỏ hơn 6 tuổi.